# La novia ensangrentada
La novia ensangrentada (comercialitzada en anglès com The Blood Spattered Bride) és una pel·lícula de terror espanyola del 1972 escrita i dirigida per Vicente Aranda, basada en la novel·la de vampirs Carmilla de Joseph Sheridan Le Fanu del 1872. És protagonitzada per Simón Andreu, Maribel Martín, i Alexandra Bastedo. La pel·lícula va assolir l'estatus de culte per la seva barreja de terror, vampirisme, rebuig del feixisme i idees progressistes sobre gènere i sexualitat. Un conegut tràiler nord-americà que anunciava una doble sessió d'aquesta pel·lícula aparellada amb la pel·lícula de terror del 1974 I Dismember Mama filmada a l'estil d'un reportatge sobre la "història" d'un membre del públic que s'havia tornat boig mentre mirava les pel·lícules.

## Sinopsi
Susan, una jove recentment casada que encara porta el seu vestit de núvia, marxa de lluna de mel amb el seu nou marit i finalment arriba a un hotel. Una altra dona sembla que persegueix la parella en un cotxe proper i quan Susan es queda sola a l'habitació durant uns instants, té una fantasia violenta d'un home estrany que salta de l'armari i la viola. Després que el seu marit torni, insisteix a marxar, cosa que fan.
La parella arriba a una casa on aparentment va créixer el marit. Aquí es desenvolupa la resta de la història. L'esposa veu la dona des de l'hotel al bosc de la propietat, però no ho explica al seu marit. Susan nota a la casa que hi ha quadres sobre avantpassats masculins, però cap de les esposes. La filla dels criats li diu que les pintures de les dones són al soterrani. Susan nota que una de les pintures de les dones té la cara retallada. El marit de Susan li explica que la dona del quadre es diu Mircalla Karnstein, un dels seus avantpassats, que dos-cents anys abans va assassinar el seu marit la nit de les noces perquè suposadament la va fer cometre actes indescriptibles. Susan té somnis violents amb la misteriosa dona que ha estat veient. Es desperta i troba un punyal sota el coixí. Susan comença a desvincular-se del seu marit. El marit fa una crida a un metge per esbrinar per què té tots aquests somnis i què li passa. Aviat Mircalla està envaint els somnis de Susan, persuadint-la d'utilitzar un misteriós punyal, que continua apareixent independentment d'on estigui amagat, per esbudellar el marit de Susan com Mircalla va fer amb el seu.
Un dia, passejant per la platja, el marit descobreix una dona nua enterrada a la sorra respirant amb un snorkel. L'excava i la porta a casa, on es revela com a Carmilla. Susan cau sota l'encanteri de Carmilla, una vampira que la sedueix i beu la seva sang. El marit finalment s'adona que Carmilla és realment el seu avantpassat Mircalla Karnstein i que la seva vida corre perill. Els desitjos de la Susan reprimida es desperten en la intensa història d'amor lesbiana i ella s'embarca en un desastre de caos cruent. Maten el metge, el guardià de la propietat, i també intenten matar el marit, però ell els mata mentre les dues dones descansen als seus taüts com a vampirs. Després d'això, arriba la filla del criat i revela que també la van mossegarr; després s'agenolla i li permet disparar-li una vegada al cap. Torna al fèretre amb un punyal i l'escena es redueix a una columna del diari declarant que Home talla el cor de tres dones, suggerint que el marit va ser trobat i arrestat pels tres assassinats.

## Repartiment
- Simón Andreu - El marit
- Maribel Martín - Susan
- Alexandra Bastedo - Carmilla/Mircalla Karnstein
- Rosa Maria Rodriguez - Carol
- Dean Selmier - doctor

## Premis
Als Premis del Sindicat Nacional de l'Espectacle de 1972 va guanyar el premi als millors decorats.

## Kill Bill: Volume 1
El director Quentin Tarantino va titular un capítol de la seva pel·lícula Kill Bill: Volume 1 de 2003 The Blood Spattered Bride.

## Estrena en DVD i Blu-ray
La pel·lícula es va projectar per primera vegada als Estats Units amb el títol Till Death Do Us Part en una versió editada i després es va estrenar en DVD sense editar i sense censurar com The Blood Spattered Bride. El DVD fou llançat per Anchor Bay Entertainment el 30 de gener de 2001. Es presenta en llengua anglesa; no es proporcionen subtítols ni pistes d'àudio addicionals. La pel·lícula va ser reeditada més tard en DVD per Blue Underground, primer com a part d'un set de dos discos amb una altra pel·lícula de vampirs lèsbics de principis dels anys setanta, Daughters of Darkness, i després per separat. El 2017 la pel·lícula va rebre un llançament en Blu-ray de Mondo Macabro que incloïa pistes en anglès i castellà i escenes suprimides, inclòs un final alternatiu.